# دانشگاه سالزبری

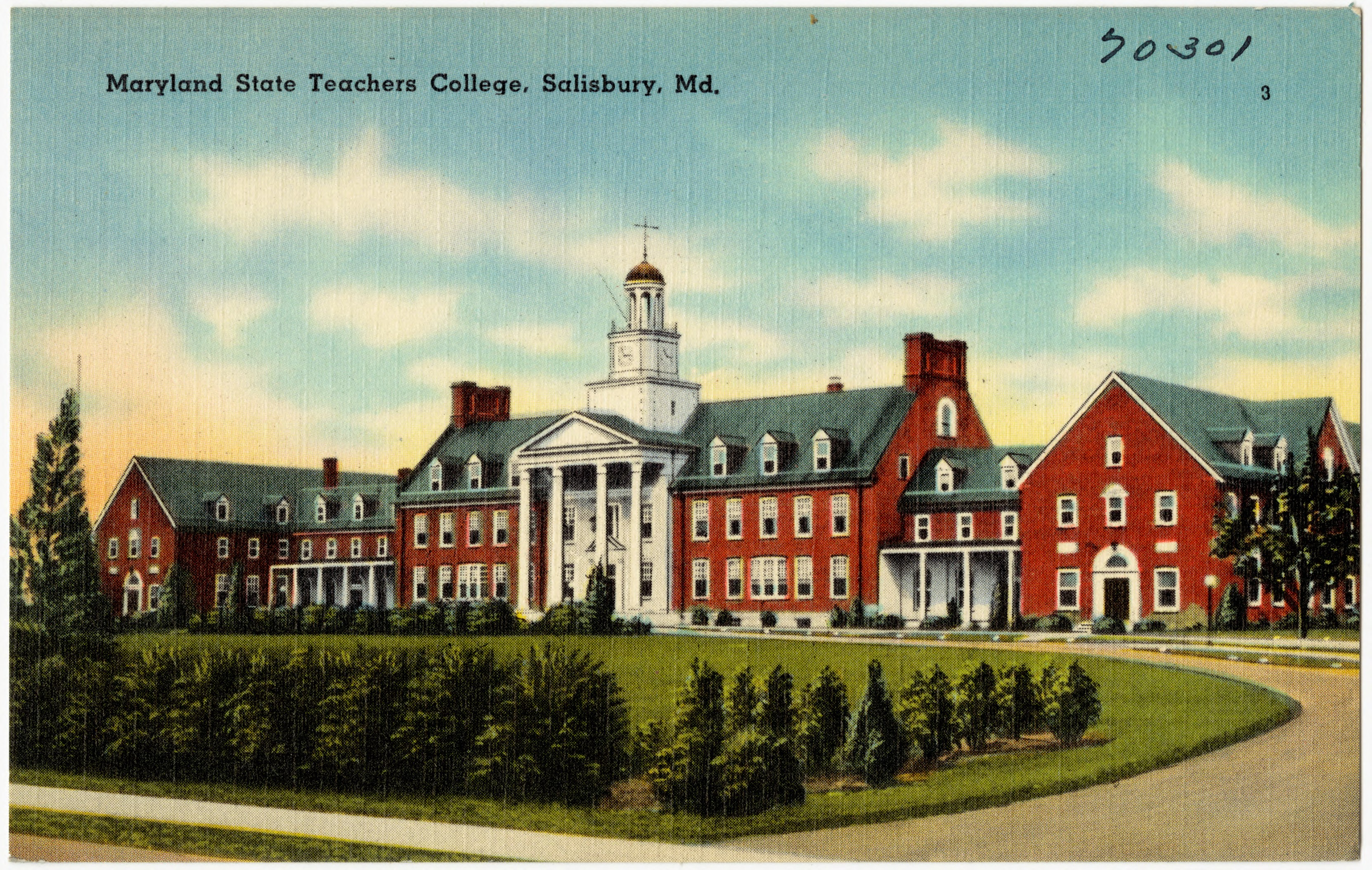

دانشگاه سالزبری یک دانشگاه دولتی در سالزبری در ساحل شرقی مریلند، ایالات متحده است. سالزبری که در سال ۱۹۲۵ تأسیس شد، با ثبت نام ۸۷۴۸ نفر در پاییز ۲۰۱۶، عضو سیستم دانشگاه مریلند است. دانشگاه سالزبری دارای ۷۵ ساختمان با مساحت ناخالص ۲٬۱۵۸٬۰۷۸ فوت مربع (۲۰۰٬۴۹۲٫۰ متر مربع) است. محوطه دانشگاه سالزبری از ۱۸۳ جریب فرنگی (۰٫۷۴ کیلومتر مربع) تشکیل شده‌است.

## تاریخچه
دانشگاه سالزبری که در اصل مدرسه عادی ایالت مریلند نامیده می‌شد، در ۷ سپتامبر ۱۹۲۵ به عنوان یک مؤسسه دو ساله برای آموزش معلمان مدارس ابتدایی برای کمک به رفع کمبود معلم در ایالت مریلند افتتاح شد. در طول رکود بزرگ، مریلند دوره تحصیلی مورد نیاز در مدارس عادی را از دو سال به سه سال و در سال ۱۹۳۴ به چهار سال افزایش داد و راه را برای تبدیل شدن این مؤسسه به کالج معلمان ایالتی مریلند هموار کرد. در سال ۱۹۳۵ نام مدرسه به کالج معلمان ایالتی مریلند و در سال ۱۹۶۳ به کالج ایالتی سالزبری تغییر یافت. بین سالهای ۱۹۶۲ و ۱۹۹۵ چندین برنامه کارشناسی ارشد تصویب شد و در سال ۱۹۸۸ نام به دانشگاه ایالتی سالزبری تغییر یافت. در سال ۲۰۰۱، نام به دانشگاه سالزبری تغییر یافت.